# خبینه علیا
خبینه علیا، روستایی از توابع بخش اسماعیلیه شهرستان اهواز در استان خوزستان ایران است. خبینه علیا روستایی  بسیار سرسبزدر شبه جزیره ای بوجود آمده از دور زدن رودکارون به وسعت بیش از 150هکتار  درمجاورت شرکت نورد در جنوب غربی شهر اهوازبود که حدود شصت خانواده عموما از طوایف دشت بزرگ وچهارلنگ در آنجا ساکن بودنند شغل اکثر ساکنین این روستا کشاورزی در زمینهای حاصلخیز وباصفای روستا وکار در کارخانجات آجر پزی وفولاد مجاور بود البته ساکنین این روستای زیبا وشبه جزیره ای پس از انقلاب و سیل سال 1358 از این روستا به مناطق دیگر اهواز مهاجرت کرده واکنون دیگر در این روستا کسی از اهالی بومی زندگی نمی‌کند و خانه های قدیمی کاملا از بین رفته ولی در فاصله چند کیلومتری شمال این روستا در زمینهای شرکت گروه ملی روستایی به همین نام بوجود آمده ولی تعداد کمی از اهالی قدیمی در این روستای جدید زندگی می‌کنند

## جمعیت
این روستا در دهستان اسماعیلیه شمالی قرار دارد و براساس سرشماری مرکز آمار ایران در سال ۱۳۸۵، جمعیت آن ۱۹ نفر (۴خانوار) بوده‌است.